# Our Navy (film 1918)
Our Navy è un film muto del 1918 diretto da George A. Dorsey.

## Produzione
Il film fu prodotto dalla Prizma. Girato alla fine del 1917, fu la prima pellicola che usò il sistema Priza color inventato William Van Doren Kelley.
Venne girato ad Annapolis, nel Maryland presso l'United States Naval Academy.

## Distribuzione
Distribuito dalla Prizma, il documentario uscì nelle sale cinematografiche USA nel gennaio 1918.